# Барбара Хонигман
Барбара Хонигман (на немски: Barbara Honigmann) е немска писателка, автор на драми и есета.

## Живот и творчество
Барбара Хонигман е дъщеря на немски евреи, емигрирали в Англия по време на националсоциализма. През 1947 г. се завръщат в Берлин, за да се включат в изграждането на нова Германия. Поради комунистическите си убеждения бащата, който е журналист, решава да заживеят в съветската окупационна зона. В английското си изгнание той се е оженил за майката на Барбара, която е виенчанка и преди това е била омъжена за двойния агент Ким Филби. Бащата има втори брак от 1956 до 1965 г. с известната източногерманска актриса и певица Гизела Май.
След като полага матура, Барбара Хонигман изучава от 1967 г. театрознание в Хумболтовия университет на Берлин и завършва през 1972 г. През следващите години работи като драматург и режисьор в Бранденбург, а също в Дойчес театър в Източен Берлин. От 1975 г. е писател на свободна практика. През 1984 г. напуска ГДР.
Хонигман е член на ПЕН клуба на немскоезичните писатели в чужбина. От 2007 г. е член-кореспондент на Академията на науките и литературата в Майнц, а от 2009 г. – член кореспондент на Немската академия за език и литература в Дармщат.
Нейни книги са преведени на френски, италиански, английски, нидерландски, португалски, датски и финландски.
Барбара Хонигман също е художничка и има няколко изложби.

## Награди и отличия
- 1986: „Литературна награда „Аспекте““
- 1986: Preis der Frankfurter Autorenstiftung beim Verlag der Autoren
- 1992: „Награда Щефан Андрес“
- 1994: „Николас Борн за поезия“
- 1996: Kester-Haeusler-Ehrengabe der Deutschen Schillerstiftung
- 2000: „Награда Клайст“
- 2001: Jeanette Schocken Preis
- 2001: Toblacher Prosapreis – Palazzo al Bosco
- 2004: Koret Jewish Book Award, New York
- 2004: „Литературна награда на Золотурн“
- 2005: „Шпихер: литературна награда Лойк“
- 2011: „Награда Макс Фриш“ на град Цюрих
- 2012: „Награда Елизабет Ланггесер“
- 2015: „Награда Рикарда Хух“ за цялостно творчество[4]
- 2018: „Награда Якоб Васерман“